# Alex Mair
Alex Mair (Bressanone, 28 ottobre 1970) è un ex sciatore alpino italiano.

## Biografia
Specialista delle prove veloci originario di Colle Isarco, Mair debuttò in campo internazionale in occasione dei Mondiali juniores di Alyeska 1989, dove vinse la medaglia d'argento nel supergigante; ai Mondiali di Saalbach-Hinterglemm 1991, sua unica presenza iridata, nella medesima specialità si classificò 14º. In Coppa del Mondo ottenne il miglior piazzamento il 13 gennaio 1995 a Kitzbühel in discesa libera (58º) e prese per l'ultima volta il via il 10 marzo successivo a Kvitfjell in supergigante (64º); si ritirò durante la stagione 1995-1996 e la sua ultima gara fu lo slalom speciale dei Campionati olandesi 1996, disputato il 10 gennaio a Flachau. Non prese parte a rassegne olimpiche. Nel 2024 figura tra i destinatari delle misure cautelari legate all’inchiesta della Guardia di Finanza e della Procura Europea di Venezia riguardanti una maxi frode nell'uso dei fondi PNRR. 

## Palmarès

### Mondiali juniores
- 1 medaglia:
  - 1 argento (supergigante ad Alyeska 1989)

### Campionati italiani
- 1 medaglia[1]:
  - 1 argento (supergigante nel 1991)